# ABC Engineering
ABC Engineering également connu sous le nom ABC Rides est un constructeur d'attractions suisse spécialisé dans l'innovation dans le domaine des attractions.

## Histoire
Willi Walser a travaillé pour Intamin pendant une quinzaine d'années avant de créer son entreprise. ABC Engineering a été créé en février 1997,. Le slogan de l'entreprise est « Always the Best Construction » expliquant son acronyme. Un de ce premier client est Peter Ziegler qui viens également d'ouvrir sa propre compagnie Bear Rides. Il soustraite et développe avec lui une rivière à bouées. C'est en 2000 que la compagnie vend sa première attraction à son nom aux États-Unis. Un parcours de bûches adulte à deux chutes. En 2003, la société ouvre un nouveau parcours de bûches, mais adapté aux enfants cette fois-ci. ABC Engineering est alors spécialisé dans les attractions aquatiques. En 2004, la société innove en proposant Spritztour à Erlebnispark Tripsdrill, prototype des Splash Battle. En parallèle des attractions aquatiques, l'entreprise commence à développer des tours de chute et développe même un projet de montagnes russes. En 2006, Tripsdrill fait à nouveau confiance à ABC et installe le prototype d'un nouveau manège de type Maibaum. En 2010, Urs Zimmermann intègre l'entreprise et devient directeur général, aux côtés de Willi Walser. Les hommes se partagent la gestion de l'entreprise, permettant à Walser de continuer la gestion de la partie création et innovation de l'entreprise.
En 2016, International Amusements, Inc, revendeur américain d'Intamin annonce sa collaboration avec ABC Engineering.

## Réalisations

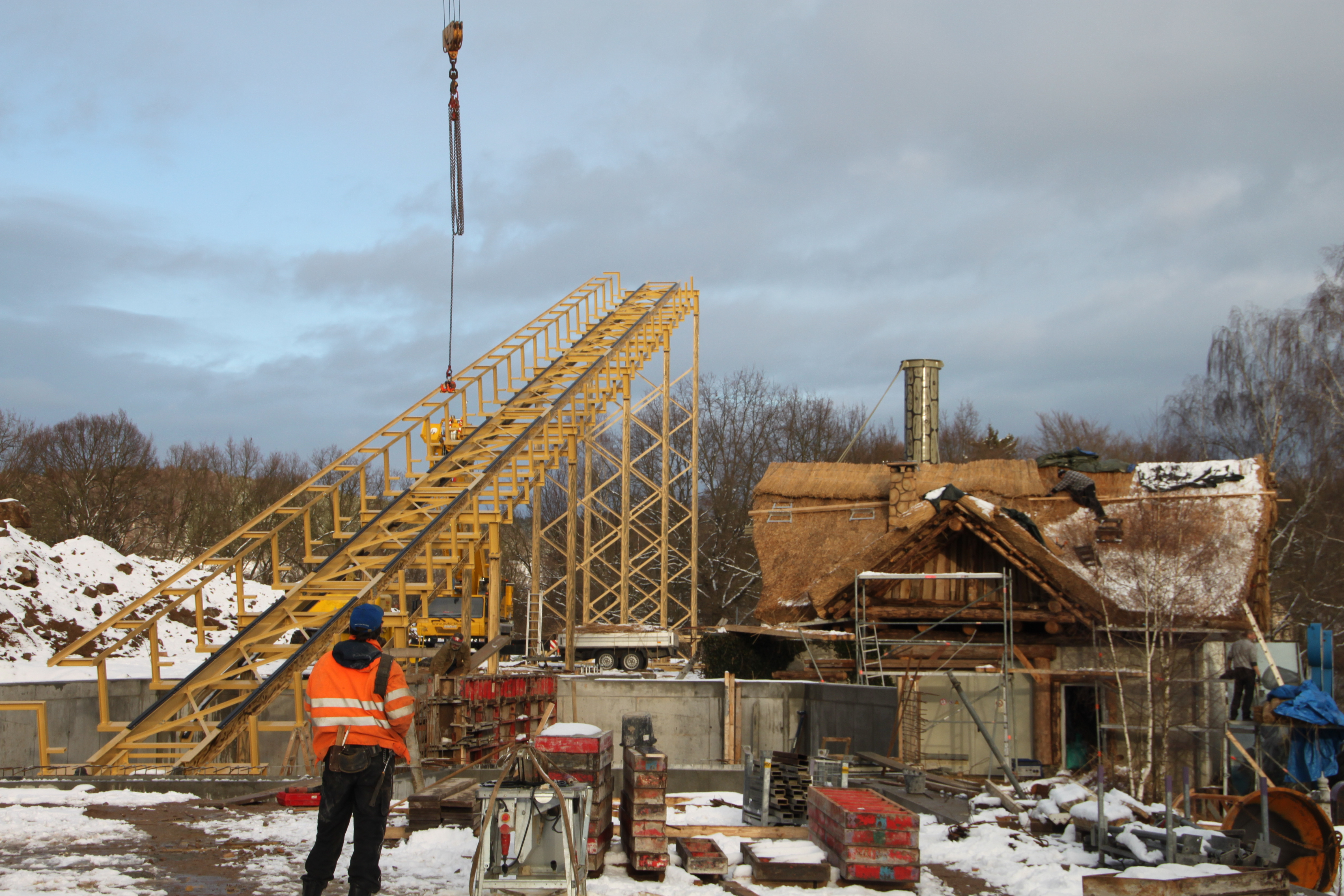
Construction du Fluch des Teutates à Freizeitpark Plohn

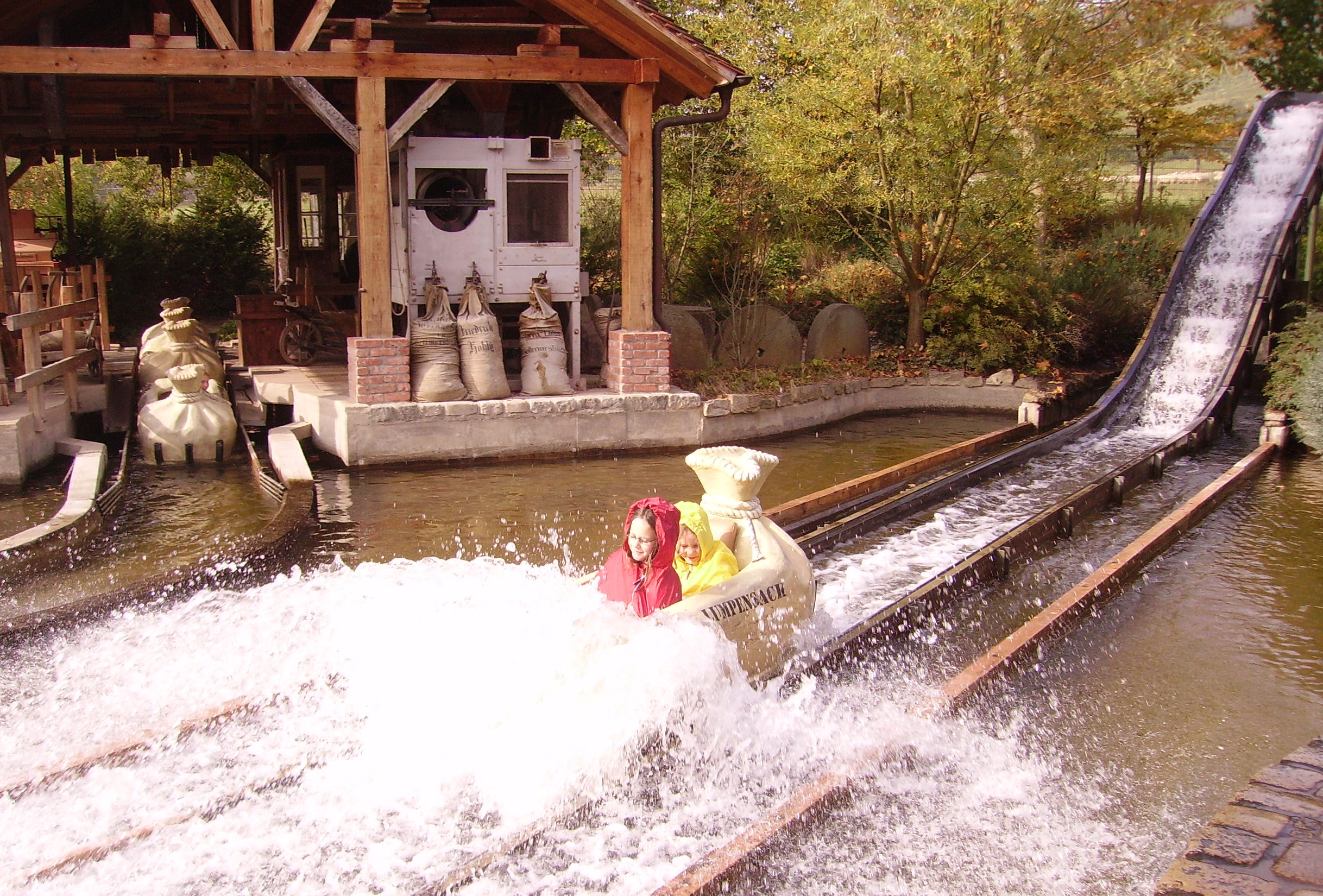
Muehlbach à Tripsdrill

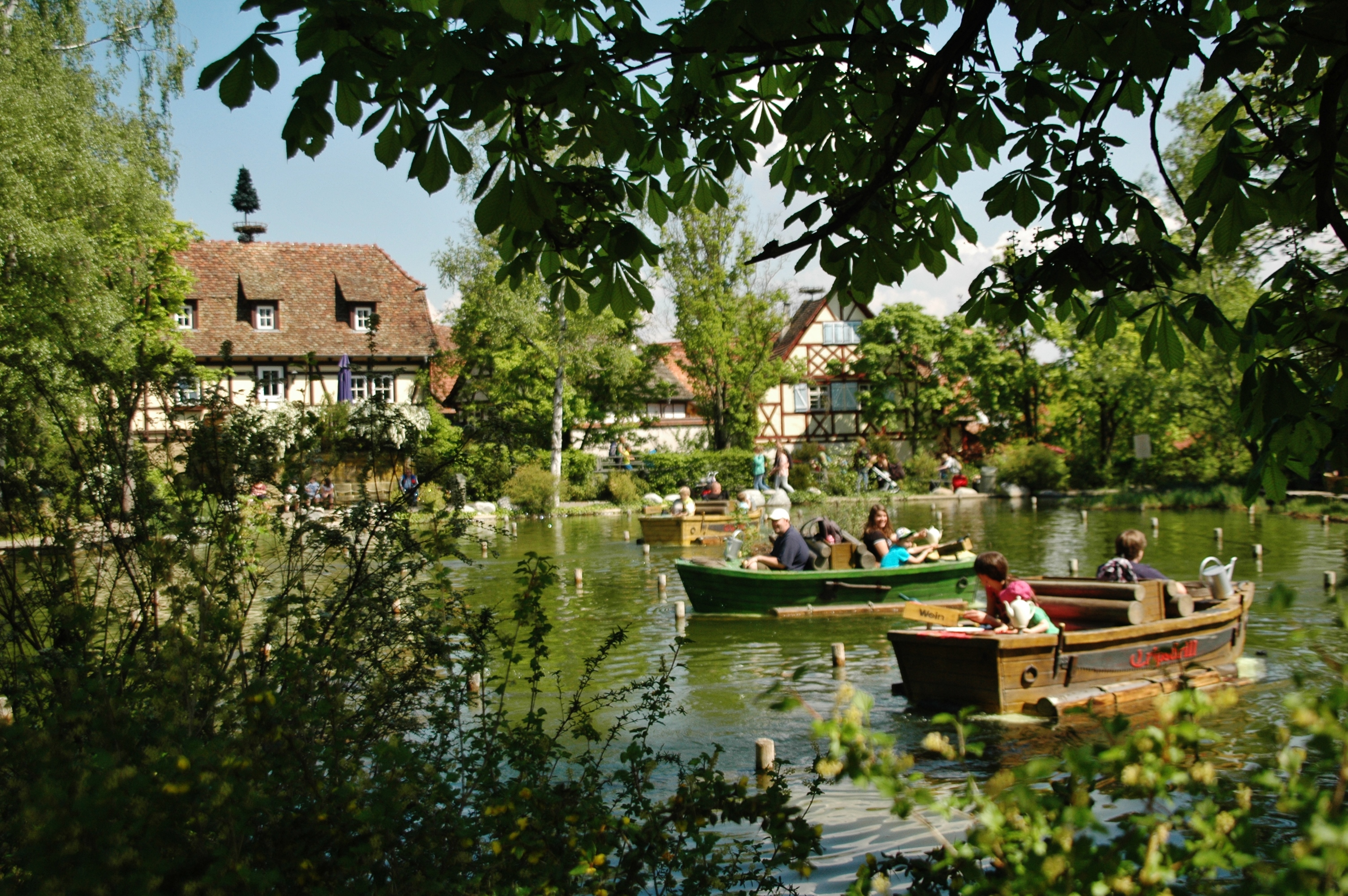
Spritztour à Tripsdrill

Liste non exhaustive d'attractions conçues par ABC Engineering.
- Capt'n Black Bird's Piratentaufe à Belantis (2006)
- Congo Splash à Knuthenborg Park & Safari (2014)
- Cyborg Cyber Spin à Six Flags Great Adventure (2018)
- Dino Island à Legoland Malaysia (2012)
- Escape from Crocodile Creek à Sea Life Centre Weymouth (2009)
- Extremis: Drop Ride to Doom au Hamburg Dungeon (2008)
- Fluch des Teutates à Freizeitpark Plohn (2013)
- Ghost – The Haunted House à Legoland Billund (2014)
- Harley Quinn Spinsanity à Six Flags Over Texas (2018)
- Krokobahn à Familypark (2006)
- Lost World à Erse-Park (2004)
- Maibaum à Erlebnispark Tripsdrill (2006)
- Mission : Éclabousse ! au Futuroscope (2007)
- Muehlbach à Erlebnispark Tripsdrill (2003)
- Nemesis Sub-Terra à Alton Towers (2012)
- Pinguine! Abenteuer Antarktis à Sea Life Abenteuer Park (2013)
- Piratfisken à Djurs Sommerland (2009)
- River Splash Ride à Hello Kitty Park (2015)
- River Splash à Steinwasen Park (2007)
- Sablen à Djurs Sommerland (2010)
- Sky Rafting à Skyline Park (2010)
- Splash Battle Islands Adventure à Oltremare (2008)
- Spritztour à Erlebnispark Tripsdrill (2004)
- Voodoo Island à Conny-Land
- Vikings' River Splash à Legoland Windsor (2007)
- Wildalpenbahn au Wiener Prater (2007)
- Wildwasserbahn Zum Rittersturz à Wild- und Freizeitpark Klotten (2012)
- Wildwasser-Rafting à Bayern Park (2007)